# Mara Laso
Mara Laso, a menudo citada como Mara Lasso (Cartagena, 20 de septiembre de 1937), cuyo verdadero nombre es María de los Dolores Ciga Rizo, es una actriz de cine española, que participó en veintisiete películas a lo largo de su carrera cinematográfica que abarcó desde la década de 1950 hasta la década de 1970.
Su faceta musical fue mucho menos conocida, aunque editó tres sencillos durante la década de 1960.

## Filmografía completa
- Las chicas de la Cruz Roja (1958)
- Marineros no miréis a las chicas (1958)
- Soledad (1958)
- Contrabando en Nápoles (1959)
- 091, policía al habla (1960)
- El vagabundo y la estrella (1960)
- La corista (1960)
- La paz empieza nunca (1960)
- Kilómetro 12 (1961)
- Gritos en la noche (1962)
- Cupido contrabandista (1962)
- Diferente (1962)
- Todos eran culpables (1962)
- Torrejón City (1962)
- Autopsia de un criminal (1963)
- Objetivo las estrellas (1963)
- La chica del gato (1964)
- Cartas boca arriba (1966)
- Chantaje a un asesino (1966)
- Ragan (1968)
- Dele color al difunto (1969)
- Soltera y madre en la vida (1969)
- El vértigo del crimen (1970)
- Enseñar a un sinvergüenza (1970)
- No desearás al vecino del quinto (1970)
- El muerto hace las maletas (1972)
- Fango (1976)
- Cariño mío, ¿qué me has hecho? (1979)
- La noche del ejecutor (1992)